# 小豆郡
- 令制国一覧 > 南海道 > 讃岐国 > 小豆郡
- 日本 > 四国地方 > 香川県 > 小豆郡

小豆郡(■)の県内位置図(2006年以降)

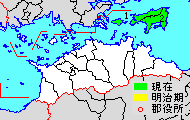
香川県小豆郡の範囲（1.土庄町 2.小豆島町）

小豆郡（しょうずぐん）は、香川県（讃岐国）の郡。
人口24,251人、面積169.93km²、人口密度143人/km²。（2025年2月1日、推計人口）
以下の2町を含む。
- 土庄町（とのしょうちょう）
- 小豆島町（しょうどしまちょう）

## 概要
小豆島の全域と周辺島嶼が属している。古代から続く本土の郡とは異なり、小豆郡という行政区画は1878年（明治11年）7月22日の郡区町村編制法施行に伴い新設された単位である。それ以前のこの地域は単に「小豆島」と呼ばれ、この名称は小豆島本体だけでなく豊島など周辺島嶼を含む総称的なものであった。すなわち、江戸期の小豆島とは現在の小豆郡に相当する広域的な単位である。小豆郡設置当初は愛媛県に属したが、1888年（明治21年）12月3日に同県より香川県が独立し、今日に至る。

## 郡域
1878年（明治11年）に行政区画として発足して以来、現在まで上記2町の地域のまま変わっていない。

## 歴史

### 近代以降の沿革
- 「旧高旧領取調帳」に記載されている明治初年時点での支配は以下の通り。本土とは違って本村・支村に分かれており、同帳には本村のみ記載されている。幕府領は倉敷代官所が管轄。（9村）
  - 幕府領（3村）
    - 草加部村（支村に西村、安田村、木庄村、橘村、岩谷村、当浜村、苗羽村、古江村、堀越村、田浦村、坂手村。本村は上村、下村、片城村より構成）
    - 大部村（支村に小部村、田井村、琴塚村）
    - 福田村（支村に吉田村）

  - 津山藩（6村）
    - 池田村（支村に蒲生村、中山村、二面村、室生村、吉野村、神浦村、蒲野村。本村は浜村、迎地村、北地村、上地村より構成）
    - 土庄村（支村に鹿島村、大木戸村。本村の支村[2]に家浦村、唐櫃村、甲生村）
    - 淵崎村（支村に伊喜末村、黒岩村[3]、小馬越村[3]、赤穂屋村）
    - 小海村（支村に見目村、屋形崎村、馬越村、小江村、長浜村、滝宮村）
    - 上庄村（支村に北山村）
    - 肥土山村（支村に笠ヶ滝村、黒岩村[3]、小馬越村[3]）
- 1868年（慶応4年） - 5月16日 - 新政府が倉敷代官所に倉敷県を設置。
- 1871年（明治4年）
  - 8月29日 - 廃藩置県により、藩領が津山県の管轄となる。
  - 10月5日 - 倉敷県の管轄地域が丸亀県に移管。
  - 11月15日 - 第1次府県統合により、津山県の管轄地域（小豆島西部）が北条県、残部が香川県（第1次）の管轄となる。
- 1872年（明治5年）1月25日 - 小豆島西部が北条県から香川県（第1次）に移管。全域が香川県（第1次）の管轄となる。
- 1873年（明治6年）2月20日 - 名東県の管轄となる。
- 1875年（明治8年）9月5日 - 香川県（第2次）の管轄となる。
- 1876年（明治9年）8月21日 - 第2次府県統合により愛媛県の管轄となる。
- 1878年（明治11年）12月16日 - 郡区町村編制法の愛媛県での施行により、行政区画としての小豆郡が発足。郡役所を土庄村に設置。
- 1880年（明治13年）（33村）
  - このころ田井村、琴塚村、鹿島村、大木戸村、赤穂屋村、北山村を除く各支村が独立したとされる。
  - このころ草加部村が上村、下村、片城村に分村したとされる。
  - このころ土庄村本村の支村（家浦村、唐櫃村、甲生村）が独立したとされる。
- 1888年（明治21年）12月3日 - 香川県（第3次）の管轄となる。

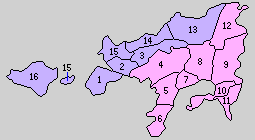
1.土庄村 2.淵崎村 3.大鐸村 4.池田村 5.二生村 6.三都村 7.西村 8.草壁村 9.安田村 10.苗羽村 11.坂手村 12.福田村 13.大部村 14.北浦村 15.四海村 16.豊島村（紫：現在の土庄町 桃：現在の小豆島町）

- 1890年（明治23年）2月15日 - 町村制の香川県での施行により、以下の町村が発足。（16村）
  - 土庄村（単独村制。現・土庄町）
  - 淵崎村 ← 淵崎村、上庄村（現・土庄町）
  - 大鐸村 ← 肥土山村、笠ヶ滝村、黒岩村、小馬越村（現・土庄町）
  - 池田村 ← 池田村、蒲生村、中山村（現・小豆島町）
  - 二生村 ← 二面村、室生村（現・小豆島町）
  - 三都村 ← 吉野村、神浦村、蒲野村（現・小豆島町）
  - 西村（単独村制。現・小豆島町）
  - 草壁村 ← 上村、下村、片城村（現・小豆島町）
  - 安田村 ← 安田村、木庄村、橘村、岩谷村、当浜村（現・小豆島町）
  - 苗羽村 ← 苗羽村、古江村、堀越村、田浦村（現・小豆島町）
  - 坂手村（単独村制。現・小豆島町）
  - 福田村 ← 福田村、吉田村（現・小豆島町）
  - 大部村 ← 大部村、小部村（現・土庄町）
  - 北浦村 ← 小海村、見目村、屋形崎村、馬越村（現・土庄町）
  - 四海村 ← 伊喜末村、小江村、長浜村、滝宮村（現・土庄町）
  - 豊島村 ← 家浦村、唐櫃村、甲生村（現・土庄町）
- 1898年（明治31年）2月11日 - 土庄村が町制施行して土庄町となる。（1町15村）
- 1899年（明治32年）4月1日 - 郡制を施行。
- 1917年（大正6年）1月1日 - 草壁村が町制施行して草壁町となる。（2町14村）
- 1923年（大正12年）3月31日 - 郡会が廃止。郡役所は存続。
- 1926年（大正15年）6月30日 - 郡役所が廃止。以降は地域区分名称となる。
- 1929年（昭和4年）5月5日 - 池田村が町制施行して池田町となる。（3町13村）
- 1951年（昭和26年）4月1日 - 草壁町・安田村・苗羽村・坂手村・西村が合併して内海町が発足。（3町9村）
- 1954年（昭和29年）10月1日 - 池田町・二生村・三都村が合併し、改めて池田町が発足。（3町7村）
- 1955年（昭和30年）4月1日 - 土庄町・北浦村・四海村・豊島村・大鐸村・淵崎村が合併し、改めて土庄町が発足。（3町2村）
- 1957年（昭和32年）
  - 3月31日 - 福田村が内海町に編入。（3町1村）
  - 7月1日 - 大部村が土庄町に編入。（3町）
- 2006年（平成18年）3月21日 - 内海町・池田町が合併して小豆島町が発足。（2町）

### 変遷表
| 明治23年以前 | 明治23年2月15日 | 明治23年 - 大正15年  | 昭和元年 - 昭和19年 | 昭和20年 - 昭和29年    | 昭和30年 - 平成18年          | 平成18年 - 現在          | 現在     |
| ------------ | --------------- | -------------------- | ------------------- | ---------------------- | ---------------------------- | ------------------------ | -------- |
| 土庄村       | 土庄村          | 明治31年2月11日 町制 | 土庄町              | 土庄町                 | 昭和30年4月1日 土庄町        | 土庄町                   | 土庄町   |
| 小海村       | 北浦村          | 北浦村               | 北浦村              | 北浦村                 | 昭和30年4月1日 土庄町        | 土庄町                   | 土庄町   |
| 見目村       | 北浦村          | 北浦村               | 北浦村              | 北浦村                 | 昭和30年4月1日 土庄町        | 土庄町                   | 土庄町   |
| 屋形崎村     | 北浦村          | 北浦村               | 北浦村              | 北浦村                 | 昭和30年4月1日 土庄町        | 土庄町                   | 土庄町   |
| 馬越村       | 北浦村          | 北浦村               | 北浦村              | 北浦村                 | 昭和30年4月1日 土庄町        | 土庄町                   | 土庄町   |
| 伊喜末村     | 四海村          | 四海村               | 四海村              | 四海村                 | 昭和30年4月1日 土庄町        | 土庄町                   | 土庄町   |
| 小江村       | 四海村          | 四海村               | 四海村              | 四海村                 | 昭和30年4月1日 土庄町        | 土庄町                   | 土庄町   |
| 長濱村       | 四海村          | 四海村               | 四海村              | 四海村                 | 昭和30年4月1日 土庄町        | 土庄町                   | 土庄町   |
| 瀧宮村       | 四海村          | 四海村               | 四海村              | 四海村                 | 昭和30年4月1日 土庄町        | 土庄町                   | 土庄町   |
| 家浦村       | 豐嶋村          | 豐嶋村               | 豐嶋村              | 豊島村                 | 昭和30年4月1日 土庄町        | 土庄町                   | 土庄町   |
| 唐櫃村       | 豐嶋村          | 豐嶋村               | 豐嶋村              | 豊島村                 | 昭和30年4月1日 土庄町        | 土庄町                   | 土庄町   |
| 甲生村       | 豐嶋村          | 豐嶋村               | 豐嶋村              | 豊島村                 | 昭和30年4月1日 土庄町        | 土庄町                   | 土庄町   |
| 肥土山村     | 大鐸村          | 大鐸村               | 大鐸村              | 大鐸村                 | 昭和30年4月1日 土庄町        | 土庄町                   | 土庄町   |
| 笠ヶ瀧村     | 大鐸村          | 大鐸村               | 大鐸村              | 大鐸村                 | 昭和30年4月1日 土庄町        | 土庄町                   | 土庄町   |
| 黒岩村       | 大鐸村          | 大鐸村               | 大鐸村              | 大鐸村                 | 昭和30年4月1日 土庄町        | 土庄町                   | 土庄町   |
| 小馬越村     | 大鐸村          | 大鐸村               | 大鐸村              | 大鐸村                 | 昭和30年4月1日 土庄町        | 土庄町                   | 土庄町   |
| 淵﨑村       | 淵﨑村          | 淵﨑村               | 淵﨑村              | 淵崎村                 | 昭和30年4月1日 土庄町        | 土庄町                   | 土庄町   |
| 上庄村       | 淵﨑村          | 淵﨑村               | 淵﨑村              | 淵崎村                 | 昭和30年4月1日 土庄町        | 土庄町                   | 土庄町   |
| 大部村       | 大部村          | 大部村               | 大部村              | 大部村                 | 昭和32年7月1日 土庄町に編入  | 土庄町                   | 土庄町   |
| 小部村       | 大部村          | 大部村               | 大部村              | 大部村                 | 昭和32年7月1日 土庄町に編入  | 土庄町                   | 土庄町   |
| 上村         | 草壁村          | 大正6年1月1日 町制   | 草壁町              | 昭和26年4月1日 内海町  | 内海町                       | 平成18年3月21日 小豆島町 | 小豆島町 |
| 下村         | 草壁村          | 大正6年1月1日 町制   | 草壁町              | 昭和26年4月1日 内海町  | 内海町                       | 平成18年3月21日 小豆島町 | 小豆島町 |
| 片城村       | 草壁村          | 大正6年1月1日 町制   | 草壁町              | 昭和26年4月1日 内海町  | 内海町                       | 平成18年3月21日 小豆島町 | 小豆島町 |
| 安田村       | 安田村          | 安田村               | 安田村              | 昭和26年4月1日 内海町  | 内海町                       | 平成18年3月21日 小豆島町 | 小豆島町 |
| 木庄村       | 安田村          | 安田村               | 安田村              | 昭和26年4月1日 内海町  | 内海町                       | 平成18年3月21日 小豆島町 | 小豆島町 |
| 橘村         | 安田村          | 安田村               | 安田村              | 昭和26年4月1日 内海町  | 内海町                       | 平成18年3月21日 小豆島町 | 小豆島町 |
| 岩谷村       | 安田村          | 安田村               | 安田村              | 昭和26年4月1日 内海町  | 内海町                       | 平成18年3月21日 小豆島町 | 小豆島町 |
| 當濱村       | 安田村          | 安田村               | 安田村              | 昭和26年4月1日 内海町  | 内海町                       | 平成18年3月21日 小豆島町 | 小豆島町 |
| 苗羽村       | 苗羽村          | 苗羽村               | 苗羽村              | 昭和26年4月1日 内海町  | 内海町                       | 平成18年3月21日 小豆島町 | 小豆島町 |
| 古江村       | 苗羽村          | 苗羽村               | 苗羽村              | 昭和26年4月1日 内海町  | 内海町                       | 平成18年3月21日 小豆島町 | 小豆島町 |
| 堀越村       | 苗羽村          | 苗羽村               | 苗羽村              | 昭和26年4月1日 内海町  | 内海町                       | 平成18年3月21日 小豆島町 | 小豆島町 |
| 田浦村       | 苗羽村          | 苗羽村               | 苗羽村              | 昭和26年4月1日 内海町  | 内海町                       | 平成18年3月21日 小豆島町 | 小豆島町 |
| 坂手村       | 坂手村          | 坂手村               | 坂手村              | 昭和26年4月1日 内海町  | 内海町                       | 平成18年3月21日 小豆島町 | 小豆島町 |
| 西村         | 西村            | 西村                 | 西村                | 昭和26年4月1日 内海町  | 内海町                       | 平成18年3月21日 小豆島町 | 小豆島町 |
| 福田村       | 福田村          | 福田村               | 福田村              | 福田村                 | 昭和32年3月31日 内海町に編入 | 平成18年3月21日 小豆島町 | 小豆島町 |
| 吉田村       | 福田村          | 福田村               | 福田村              | 福田村                 | 昭和32年3月31日 内海町に編入 | 平成18年3月21日 小豆島町 | 小豆島町 |
| 池田村       | 池田村          | 池田村               | 昭和4年5月5日 町制  | 昭和29年10月1日 池田町 | 池田町                       | 平成18年3月21日 小豆島町 | 小豆島町 |
| 蒲生村       | 池田村          | 池田村               | 昭和4年5月5日 町制  | 昭和29年10月1日 池田町 | 池田町                       | 平成18年3月21日 小豆島町 | 小豆島町 |
| 中山村       | 池田村          | 池田村               | 昭和4年5月5日 町制  | 昭和29年10月1日 池田町 | 池田町                       | 平成18年3月21日 小豆島町 | 小豆島町 |
| 二面村       | 二生村          | 二生村               | 二生村              | 昭和29年10月1日 池田町 | 池田町                       | 平成18年3月21日 小豆島町 | 小豆島町 |
| 室生村       | 二生村          | 二生村               | 二生村              | 昭和29年10月1日 池田町 | 池田町                       | 平成18年3月21日 小豆島町 | 小豆島町 |
| 吉野村       | 三都村          | 三都村               | 三都村              | 昭和29年10月1日 池田町 | 池田町                       | 平成18年3月21日 小豆島町 | 小豆島町 |
| 神浦村       | 三都村          | 三都村               | 三都村              | 昭和29年10月1日 池田町 | 池田町                       | 平成18年3月21日 小豆島町 | 小豆島町 |
| 蒲野村       | 三都村          | 三都村               | 三都村              | 昭和29年10月1日 池田町 | 池田町                       | 平成18年3月21日 小豆島町 | 小豆島町 |

## 行政
愛媛県小豆郡長
| 代 | 氏名 | 就任年月日                 | 退任年月日                | 備考         |
| -- | ---- | -------------------------- | ------------------------- | ------------ |
| 1  |      | 明治11年（1878年）12月16日 |                           |              |
|    |      |                            | 明治21年（1888年）12月2日 | 香川県に移管 |

香川県小豆郡長
| 代 | 氏名 | 就任年月日                | 退任年月日                | 備考                   |
| -- | ---- | ------------------------- | ------------------------- | ---------------------- |
| 1  |      | 明治21年（1888年）12月3日 |                           |                        |
|    |      |                           | 大正15年（1926年）6月30日 | 郡役所廃止により、廃官 |

## 関連文献
- 宮脇長四郎『小豆郡史いろは歌』山本栄治、1891年。NDLJP:855384。